# مبدأ المحلية

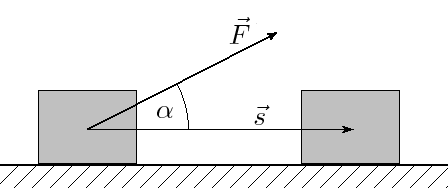

في الفيزياء، ينص مبدأ المحلية على أنَّ الجسم لا يتأثر بشكل مباشر إلا بمحيطه. تدعى النظرية التي تتضمن مبدأ المحلية «نظريةً محلية». وهي بديل للمفهوم القديم المسمى «فعل عن بعد» لحظي الأثر. تطورت المحلية من النظرية التقليدية للفيض في الفيزياء الكلاسيكية. ينص المبدأ أنه في حالة وجود تأثير بين عدة نقاط يجب أن يكون هناك شيء ما في الفراغ بين تلك النقاط، كحقل ينقل التأثير. ولممارسة تأثير ما يجب أن ينتقل شيء ما - مثل موجة أو جسيم - عبر المسافة بين النقطتين حاملاً معه التأثير.
تحدد نظرية النسبية الخاصة السرعة التي يمكن أن تنتقل بها هذه التأثيرات ضمن حدود سرعة الضوء c. وبذلك يفضي مبدأ المحلية إلى أن الحدث في نقطة ما لا يمكن أن يؤدي إلى نتيجة لحظية متزامنة في نقطة أخرى. لا يمكن أن يسبب حدث في النقطة A نتيجة عند النقطة B في وقت أقل من T = D / c، حيث D هي المسافة بين النقاط وc هي سرعة الضوء في الفراغ.
اقترح ألبرت أينشتاين وبوريس بودولسكي وناثان روزين في نظرية مفارقة إي بّي آر في عام 1935 أن نظرية ميكانيكا الكم قد لا تكون نظرية محلية، لأن إجراء قياس على جسيم واحد من زوج من الجسيمات المنفصلة المتشابكة أظهر تأثيرًا متزامنًا هو انهيار الدالة الموجية في الجسيم الآخر المتباعد (تأثير يتجاوز سرعة الضوء). صاغ جون ستيوارت بيل في عام 1964 متباينة بيل والتي، في حال تم انتهاكها في تجربة حقيقية، تفضي إلى أن ميكانيكا الكم تناقض إمّا مبدأ المحلية أو مبدأ الاستقلال الإحصائي («الإرادة الحرة»).
تُظهر الاختبارات التجريبية لمبرهنة بل (بدءًا من تجارب آلان أسبيكت في عام 1972) أنَّ ميكانيكا الكم تنتهك المتباينة، ولذلك يجب أن تنتهك إما مبدأ المحلية أو الاستقلال الإحصائي. ومع ذلك فقد لاحظ النقاد أن هذه التجارب تحتوي على «ثغرات» حالت دون العثور على إجابة محددة لهذا السؤال. قد يكون تم حل هذه المشكلة الآن: أجرى الدكتور رونالد هانسون من جامعة دلفت في عام 2015 ما أطلق عليه أول تجربة خالية من الثغرات. من جهة أخرى قد تستمر بعض الثغرات، وقد تبقى إلى حد تكون فيه غير قابلة للاختبار بشكل أساسي.

## ميكانيكا ما قبل الكم
صِيغ قانون الجذب العام لنيوتن وفق مبدأ «الفعل عن بعد» في القرن السابع عشر، وتناقض بذلك مع مبدأ المحلية.
وُضِعَ قانون كولوم للقوة الكهربائية كذلك بدايةً بوصفه فعلًا فوريًا عن بعد، ولكنه استبدل لاحقًا بمعادلات ماكسويل الكهرومغناطيسية التي تتبع مبدأ المحلية.
افترضت نظرية النسبية الخاصة لألبرت أينشتاين في عام 1905 أنه لا يمكن لأي مادة أو طاقة أن تنتقل بسرعة أكبر من سرعة الضوء، وبالتالي سعى أينشتاين إلى إعادة صياغة القوانين الفيزيائية بطريقة تتبع مبدأ المحلية. نجح في وقت لاحق في صياغة نظرية بديلة للجاذبية وهي النسبية العامة، والتي اتبعت مبدأ المحلية.
ظهر بعد ذلك تحدي مختلف لمبدأ المحلية في نظرية الميكانيكا الكمومية التي ساعد آينشتاين في صياغتها.

## النسبية
يعتبر مبدأ المحلية مبدأ أساسي في النظرية النسبية التقليدية للفيض لأينشتاين، حيث من الضروري للسببية تحقيق مبدأ عدم انتشار التأثيرات بشكل أسرع من سرعة الضوء.
يتم في نظرية آينشتاين اعتبار جسمين يمكن ملاحظتهما، يتوضع كل منهما داخل منطقته الزمكانية (الإطار) الخاصة به، وتُفصَل المناطق عن بعضها البعض في الفضاء، وتمرر التأثيرات من جسم إلى آخر بسرعة الضوء أو بسرعة أقل منها. يعتبر هذا المفهوم خاصية رئيسية لعمل الزمكان تنبع من نظرية النسبية الخاصة.
يعتبر حل معادلات آينشتاين الحقلية حلًا محليًا إذا كانت المعادلات الأساسية ثابتة (حالة تكون فيها قوانين الفيزياء ثابتة – أي موحدة - في جميع الأطر التي تتحرك بسرعة واحدة بالنسبة لبعضها البعض).
ويبقى حل معادلات آينشتاين للمجال حلًا محليًا إذا كانت المعادلات الأساسية متباينة: أي إذا قدمت جميع القوانين (غير الجاذبية) نفس التنبؤات لتجارب متماثلة تحدث في نفس الوقت ضمن اطارين مختلفين كامنين (أي غير متسارعين) بحيث تكون الاختلافات مع حالة الراحة هي ذاتها (أي تختلف بالتساوي) لكل إطار.

## ميكانيكا الكم

### مفارقة إي بّي آر
ذكر ألبرت أينشتاين إن ميكانيكا الكم نظرية غير مكتملة، إذ أظهر أن صياغتها تناقض مبدأ المحلية.
صاغ أينشتاين وبودولسكي وروزين (مجموعة إي بّي آر) محاججة منطقية: تتنبأ ميكانيكا الكم باللامحلية (واعتبروا ذلك تناقضًا مع النسبية الخاصة) ما لم ترفض الفرضية القائلة بأن الدالة الموجية تمثل وصف كامل للنظام.

استند آينشتاين في استنتاجه على افتراضين سماهما البديهيات: فرضية «الإرادة الحرة» وهي حقيقة أن أليس وبوب يستطيعان اختيار نوع القياس ولحظة القيام به بشكل مستقل عن بعضهما البعض وعن أي شيء آخر في المختبر، ومبدأ المحلية. وسماه «مبدأ العمل المحلي».
«تمثل الفكرة الاستقلالية النسبية للأجسام المتباعدة في الفضاء كما يلي: جسمان (ا) و (ب)، التأثير الخارجي لـ (ا) لا يمثل أي تأثير مباشر على (ب).»
وقال إنه بدون هذا المبدأ فإن فكرة وجود أنظمة شبه مغلقة وصياغة قوانين قابلة للتجريب فكرة مستحيلة.
كان استنتاج أينشتاين غير قابل للتجريب حتى عام 1964 حيث استنتج جون ستيوارت بل نظرية تقول أنّ كل نموذج فيزيائي قادر على إعادة إنتاج تنبؤات الميكانيكا الكمومية يجب أن يرفض المحلية أو الاستقلال الإحصائي. يتطلب هذا الافتراض استقلال المتغيرات العلنية عن الخيارات المنفصلة المتمثلة ببوب وأليس.

### الواقعية
يُعتقد أنه يوجد في طرح إي بّي آر فرضية خفية من «الواقعية». لكن هذه الفرضية في الواقع ضعيفة جدًا وضرورية لفهم الفكرة العملية لمبدأ المحلية. يكفي أن نفترض أنه بمجرد أن تعلم أليس نتائج الروبوت البعيد المبرمج يمكن اعتبار النتائج أحداثًا حقيقية حدثت في الزمكان الخاص بها. لذلك لم يطلب إي بّي آر أن تكون الأحداث حقيقية بغض النظر عما إذا كان أي شخص قد لاحظها أم لا، ولا أن تكون خيارات ونتائج روبوت أليس حقيقية حتى عندما تكون أليس غير مدركة لها. يجب على كل مراقب قادر على إعداد تجربة إي بّي آر وحساب الارتباطات أن يستنتج وجوب رفض أحد الفرضيات على الأقل (الإرادة الحرة أو المحلية أو صحة ميكانيكا الكم) في الزمكان الخاص به. وبالطبع فإن رفض فرضية وجود الزمكان وأحداثه المرصودة بواسطة أليس يجعل من الصعب إعطاءَ معنى لمفهوم «سرعة التأثيرات في الفضاء». لذلك فهذا ليس خيارًا لإنقاذ مبدأ المحلية.

### تفسير الدالة الموجية
لا يُفترض في بعض التفسيرات مثل ميكانيكا الكم العلائقي والتفسير المبني على التواريخ المتوافقة أن الدالة الموجية موجودة فعليًا في زمكان حقيقي. تقترح هذه التفسيرات أن الخصائص المحددة الفعلية للنظام المادي غير موجودة قبل القياس، وأن الدالة الموجية ليست أكثر من أداة رياضية تستخدم لحساب احتمالات النتائج التجريبية.
ومع ذلك لا يغير هذا الافتراض الآثار المترتبة على فرضية إي بّي آر، حيث لا تقترح أي فرضية حول التفسير الوجودي للدالة الموجية.

### تفسير بوم
تبنى تفسير بوم الاستقلال الإحصائي وقانون بورن، وبالتالي فقد رفض مبدأ المحلية من أجل تحقيق الارتباطات المطلوبة. يقوم بذلك من خلال التأكيد على إمكانية تحديد موقع وزخم الجسيم معاً، حيث يتوافقان مع المسار المحدد له، ولكن يعتمد هذا المسار على جميع مواقع الجسيمات الأخرى في الكون بأكمله.